# Années 1880 av. J.-C.
Les années 1880 av. J.-C. couvrent les années de 1889 av. J.-C. à 1880 av. J.-C.

## Évènements
- 1881 av. J.-C.[1] : mort du roi de Babylone Sumu-abum de la dynastie amorrite[2].